# Jens Portin
Jens Olof Portin, född 13 december 1984 i Jakobstad, är en finländsk före detta fotbollsspelare (försvarare) som bland annat spelade för Gefle IF. 
Hans yngre bror, Jonas, är också en före detta professionell fotbollsspelare.
Efter säsongen 2017 avslutade Portin sin fotbollskarriär.